# James Phemister
James Phemister (3 avril 1893 - 18 mai 1986) est un géologue écossais du XXe siècle.

## Biographie
Il est né à Govan le 3 avril 1893, fils de John Clark Phemister (né en 1858) et de sa femme, Elizabeth Galbraith Crawford. Il est le frère aîné de Thomas Phemister.
Il étudie les mathématiques, la philosophie naturelle et la géologie à l'Université de Glasgow, obtenant un MA BSc en 1915 . Sa carrière est interrompue par la Première Guerre mondiale au cours de laquelle il sert dans la Royal Garrison Artillery. Il est grièvement blessé en 1917 ,.

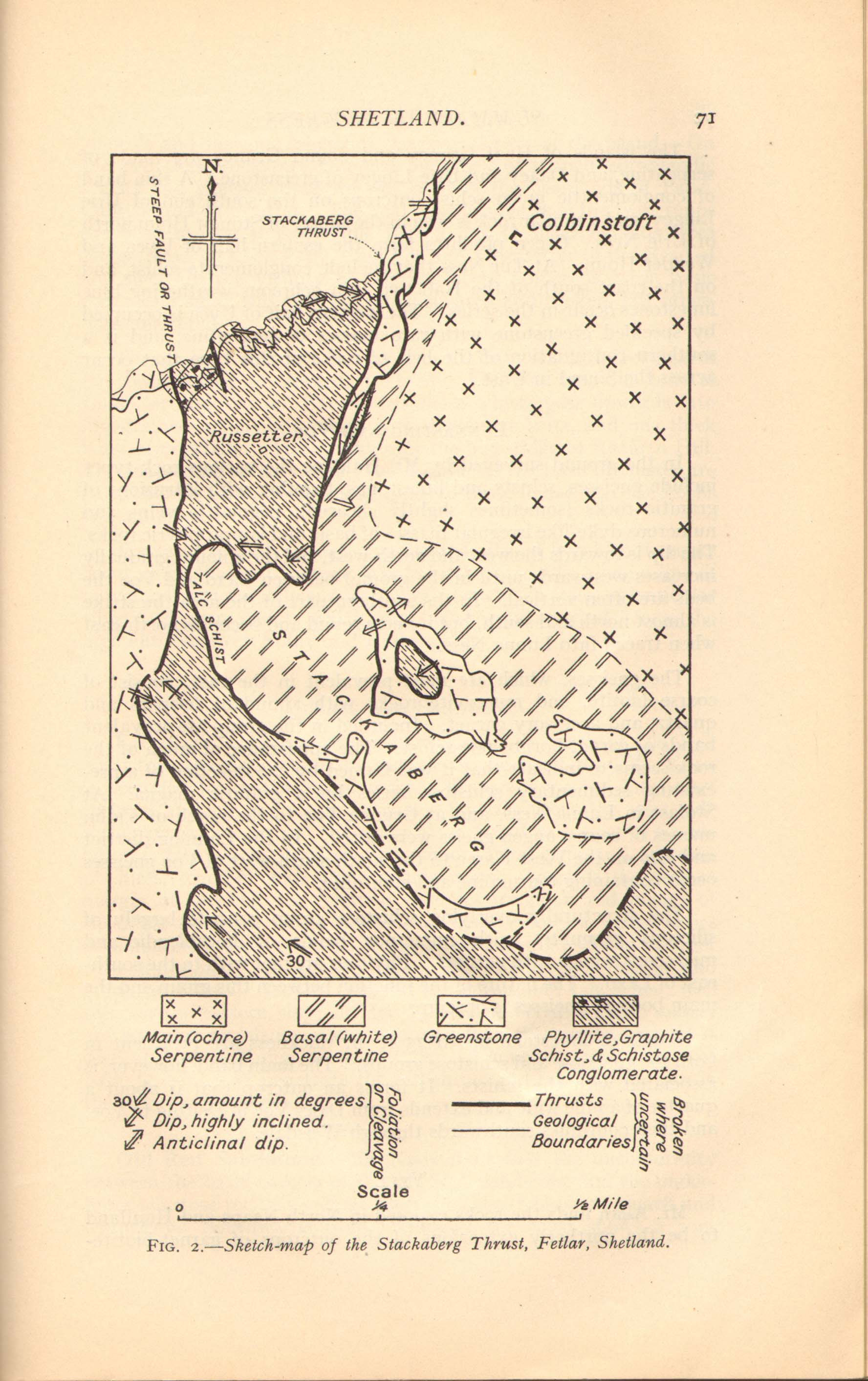
Le Stackaberg Thrust, Fetlar, basé sur les travaux que Phemister a effectués aux Shetland en 1930

En 1921, il rejoint le British Geological Survey en tant que géologue, travaillant principalement dans les Highlands écossais.
Entre 1926 et 1929, il travaille en Perse avec WFP McLintock, pionnier de l'utilisation de la balance de torsion gravitationnelle dans l'exploration pétrolière .
En 1931, il est élu Fellow de la Royal Society of Edinburgh avec comme proposants Murray Macgregor, Sir John Smith Flett, WFP McLintock et Herbert Harold Read. Il remporte le prix Neill de la Société pour la période 1959-1961.
En 1935, il s'installe à Londres en tant que Petrograher officiel du HM Geological Survey.
Pendant la Seconde Guerre mondiale, il sert avec le département de chimie du gouvernement, ses rôles comprenant l'analyse géologique du ballast dans la bombe volante V-1 pour évaluer où elle aurait pu être lancée .
En 1946, il devient directeur adjoint du Geological Survey mais abandonne le poste en 1953 afin de retourner à Édimbourg, travaillant au bureau de Grange Terrace avec le Dr Walter Mykura.
Il est décédé à Édimbourg le 18 mai 1986.
Il est marié à Margaret Clark (décédée en 1982). Ils ont deux fils et une fille.

## Ouvrages
- Walter Mykura, James Phemister et Peter Aubrey Sabine, The geology of Western Shetland: (explanation of One-inch Geological Sheet Western Shetland, comprising Sheet 127 and parts of 125, 126 and 128), Edinburgh, HMSO, 1976
- Malcolm MacGregor et James Phemister, Geological Excursion Guide to the Assynt District of Sutherland, Edinburgh, Edinburgh Geological Society, 1979